# Segunda División de Venezuela 2021
La temporada 2021 de la Segunda División de Venezuela, conocida por motivos de patrocinio como la Liga FUTVE 2 fue la 42.ª edición del torneo de segundo nivel del Fútbol Profesional Venezolano.
Comenzó a disputarse el 11 de julio, con una participación de 18 equipos divididos en 2 grupos en la primera fase, donde los ocho mejores equipos clasificaron para un play-off de ascenso a la Primera División de Venezuela 2022 donde el equipo campeón ascendería directamente. El partido de vuelta de la Final se jugó el 15 de noviembre, coronando así al campeón, Titanes Fútbol Club, sin embargo el equipo no ascendió de categoría al no obtener la licencia de clubes por parte de la FVF.

## Sistema de juego
El torneo de Segunda División tuvo la siguiente modalidad:
- Fase de grupos: 18 equipos se dividieron en dos grupos por su ubicación geográfica; el Grupo Occidental se conformó con diez equipos y el Grupo Oriental, con ocho equipos, enfrentándose en formato de ida y vuelta, con una clasificación a una segunda fase de eliminatorias para el ascenso a la Primera División.

- Fase eliminatoria: El boleto a la siguiente ronda del torneo se les otorgó a los cuatro primeros equipos del Grupo Occidental y a los primeros tres del Grupo Oriental. El octavo cupo para los Cuartos de final del torneo se disputó en un enfrentamiento entre el quinto del Grupo Occidental y el cuarto del Grupo Oriental. En los Cuartos de final los equipos se jugaron la clasificación a las Semifinales en partidos de ida y vuelta. Los finalistas disputaron el trofeo de la Segunda División en dos partidos de ida y vuelta. El equipo campeón ascendería a la Primera División 2022. El orden de los enfrentamientos para los Cuartos de final fue el siguiente:
  - Llave A: 1.° Grupo A vs. 4.° Grupo A
  - Llave B: 1.° Grupo B vs. Ganador Preliminar
  - Llave C: 2.° Grupo A vs. 3.° Grupo A
  - Llave D: 2.° Grupo B vs. 3.° Grupo B

El orden de los enfrentamientos para las Semifinales fue el siguiente:
- Llave S1: Ganador Llave A vs. Ganador Llave C
- Llave S2: Ganador Llave B vs. Ganador Llave D

## Equipos participantes

### Ascensos y descensos
| Pos. | a Primera División  |
| ---- | ------------------- |
| 1.º  | Hermanos Colmenarez |
| 2.º  | Universidad Central |

| Pos. | a Segunda División |
| ---- | ------------------ |
| N/A  | No hubo            |

### Datos de los equipos

#### Grupo Occidental
| Club                    | Ciudad       | Entrenador           | Estadio                     | Aforo  |
| ----------------------- | ------------ | -------------------- | --------------------------- | ------ |
| Academia Rey            | Barquisimeto | Osmar Castillo       | Metropolitano de Lara       | 47 913 |
| Atlético El Vigía       | El Vigía     | Ángel Chacón         | Ramón Hernández             | 12 765 |
| Deportivo JBL del Zulia | Maracaibo    | Francisco Flores     | Guillermo Soto Rosa         | 14 000 |
| Llaneros de Guanare     | Guanare      | Bandera de Venezuela | Rafael Calles Pinto         | 7000   |
| Rayo Zuliano            | Maracaibo    | Alex García King     | Lino Alonso                 | 1000   |
| Real Frontera S. C.     | San Antonio  | Edwin Quilagury      | Polideportivo Pueblo Nuevo  | 38 755 |
| TFC Maracaibo           | Maracaibo    | Elvis Martínez       | Guillermo Soto Rosa         | 14 000 |
| ULA F. C.               | Mérida       | Néstor Quintero      | Guillermo Soto Rosa         | 14 000 |
| Ureña S. C.             | Ureña        | Pastor Márquez       | Complejo Deportivo UCAT     | 5000   |
| Yaracuy F. C.           | San Felipe   | Jean Carlos Güell    | Complejo Deportivo Vistamar | 1800   |

#### Grupo Oriental
| Club                   | Ciudad         | Entrenador           | Estadio                | Aforo  |
| ---------------------- | -------------- | -------------------- | ---------------------- | ------ |
| Atlético La Cruz       | Maturín        | Edward Leonet        | Monumental de Maturín  | 51 796 |
| Angostura F. C.        | Ciudad Bolívar | José Ciccarelli      | Ricardo Tulio Maya     | 2500   |
| Bolívar S. C.          | Ciudad Bolívar | Luis Vera            | Universidad de Oriente |        |
| Fundación AIFI         | Ciudad Guayana | José Danglad         | CTE Cachamay           | 41 600 |
| Deportivo Petare       | Caracas        | Bandera de Venezuela | Brígido Iriarte        | 9800   |
| Dynamo Puerto          | Puerto La Cruz | Francisco Velásquez  | Francisco Massiani     | 5000   |
| Libertador Fútbol Club | Maturín        | José Fasciana        | Complejo Polideportivo |        |
| Minervén               | Ciudad Bolívar |                      | Ricardo Tulio Maya     | 2500   |

## Fase de grupos
|  | Clasificados para los Play-offs de ascenso.                        |
|  | Clasificados para la Ronda preliminar de los Play-offs de ascenso. |

### Grupo Occidental

#### Clasificación
| Pos. | Equipo                  | Pts. | PJ | G | E | P  | GF | GC | Dif. |  |
| ---- | ----------------------- | ---- | -- | - | - | -- | -- | -- | ---- |  |
| 1    | Ureña S. C.             | 34   | 18 | 9 | 7 | 2  | 31 | 18 | +13  |  |
| 2    | Academia Rey            | 32   | 18 | 9 | 5 | 4  | 30 | 12 | +18  |  |
| 3    | Titanes F. C.           | 31   | 18 | 8 | 7 | 3  | 27 | 16 | +11  |  |
| 4    | ULA F. C.               | 28   | 18 | 7 | 7 | 4  | 25 | 14 | +11  |  |
| 5    | Real Frontera           | 28   | 18 | 7 | 7 | 4  | 25 | 21 | +4   |  |
| 6    | Yaracuy F. C.           | 27   | 18 | 7 | 6 | 5  | 23 | 20 | +3   |  |
| 7    | Atlético El Vigía       | 26   | 18 | 7 | 5 | 6  | 24 | 20 | +4   |  |
| 8    | Rayo Zuliano            | 20   | 18 | 4 | 8 | 6  | 10 | 14 | −4   |  |
| 9    | Deportivo JBL del Zulia | 8    | 18 | 1 | 5 | 12 | 9  | 31 | −22  |  |
| 10   | Llaneros de Guanare     | 7    | 18 | 2 | 1 | 15 | 15 | 53 | −38  |  |

 Fuente: Liga FUTVE 2

#### Evolución de la clasificación
| Equipo / Fecha          | 1  | 2  | 3  | 4  | 5  | 6  | 7  | 8  | 9  | 10 | 11 | 12 | 13 | 14 | 15 | 16 | 17 | 18 |
| ----------------------- | -- | -- | -- | -- | -- | -- | -- | -- | -- | -- | -- | -- | -- | -- | -- | -- | -- | -- |
| Ureña S. C.             | 7  | 9  | 6  | 4  | 6  | 6  | 5  | 3  | 4  | 4  | 4  | 4  | 3  | 4  | 4  | 3  | 2  | 1  |
| Academia Rey            | 1  | 1  | 1  | 1  | 1  | 1  | 1  | 1  | 1  | 1  | 1  | 1  | 1  | 2  | 3  | 1  | 3  | 2  |
| Titanes F. C.           | 3  | 4  | 3  | 2  | 3  | 3  | 3  | 4  | 2  | 2  | 2  | 2  | 2  | 1  | 1  | 2  | 1  | 3  |
| ULA F. C.               | 9  | 10 | 10 | 10 | 10 | 9  | 7  | 7  | 8  | 8  | 8  | 7  | 7  | 7  | 7  | 6  | 5  | 4  |
| Real Frontera           | 4  | 2  | 7  | 5  | 4  | 2  | 2  | 2  | 3  | 3  | 3  | 3  | 5  | 3  | 2  | 4  | 4  | 5  |
| Yaracuy F. C.           | 6  | 8  | 5  | 7  | 7  | 7  | 8  | 8  | 7  | 7  | 6  | 6  | 6  | 6  | 6  | 5  | 7  | 6  |
| Atlético El Vigía       | 2  | 3  | 2  | 6  | 5  | 5  | 6  | 6  | 6  | 6  | 5  | 5  | 4  | 5  | 5  | 7  | 6  | 7  |
| Rayo Zuliano            | 5  | 7  | 4  | 3  | 2  | 4  | 4  | 5  | 5  | 5  | 7  | 8  | 8  | 8  | 8  | 8  | 8  | 8  |
| Deportivo JBL del Zulia | 8  | 5  | 8  | 8  | 8  | 8  | 9  | 9  | 9  | 9  | 9  | 9  | 9  | 9  | 9  | 9  | 9  | 9  |
| Llaneros de Guanare     | 10 | 6  | 9  | 9  | 9  | 10 | 10 | 10 | 10 | 10 | 10 | 10 | 10 | 10 | 10 | 10 | 10 | 10 |

#### Resultados
- Los horarios corresponden al huso horario de Venezuela (UTC-4).

| Atlético El Vigía | 2 - 0 | ULA F. C.               | Ramón Hernández             | 11 de julio | 15:00 |
| Ureña S. C.       | 0 - 1 | Real Frontera           | Cancha Alterna Pueblo Nuevo | 17 de julio | 15:30 |
| Titanes F. C.     | 2 - 0 | Deportivo JBL del Zulia | Guillermo Soto Rosa         | 17 de julio | 15:30 |
| Rayo Zuliano      | 0 - 0 | Yaracuy F. C.           | Lino Alonso                 | 17 de julio | 16:00 |
| Academia Rey      | 5 - 1 | Llaneros de Guanare     | Farid Richa                 | 18 de julio | 15:30 |

| ULA F. C.              | 1 - 1 | Ureña S. C.       | Guillermo Soto Rosa         | 21 de julio | 11:00 |
| Academia Rey           | 1 - 0 | Yaracuy F. C.     | Farid Richa                 | 21 de julio | 15:00 |
| Real Frontera          | 0 - 0 | Rayo Zuliano      | Cancha Alterna Pueblo Nuevo | 21 de julio | 15:00 |
| Deportivo JBL de Zulia | 2 - 1 | Atlético El Vigía | Guillermo Soto Rosa         | 21 de julio | 15:30 |
| Llaneros de Guanare    | 1 - 0 | Titanes F. C.     | Rafael Calles Pinto         | 21 de julio | 16:00 |

| Ureña S. C.       | 1 - 0 | Deportivo JBL del Zulia | Cancha Alterna Pueblo Nuevo | 24 de julio | 15:00 |
| Titanes F. C.     | 2 - 1 | Academia Rey            | Guillermo Soto Rosa         | 25 de julio | 11:30 |
| Real Frontera     | 2 - 4 | Yaracuy F. C.           | Cancha Alterna Pueblo Nuevo | 25 de julio | 15:00 |
| Atlético El Vigía | 4 - 1 | Llaneros de Guanare     | Ramón Hernández             | 25 de julio | 15:00 |
| Rayo Zuliano      | 1 - 0 | ULA F. C.               | Lino Alonso                 | 25 de julio | 16:00 |

| Deportivo JBL del Zulia | 0 - 1 | Rayo Zuliano      | Guillermo Soto Rosa | 30 de julio | 15:30 |
| Titanes F. C.           | 1 - 0 | Yaracuy F. C.     | Guillermo Soto Rosa | 31 de julio | 15:30 |
| ULA F. C.               | 0 - 1 | Real Frontera     | Guillermo Soto Rosa | 1 de agosto | 11:00 |
| Academia Rey            | 1 - 0 | Atlético El Vigía | Farid Richa         | 1 de agosto | 15:00 |
| Llaneros de Guanare     | 1 - 2 | Ureña S. C.       | Rafael Calles Pinto | 1 de agosto | 16:00 |

| ULA F. C.         | 0 - 0 | Yaracuy F. C.           | Guillermo Soto Rosa         | 4 de agosto | 15:00 |
| Real Frontera     | 1 - 0 | Deportivo JBL del Zulia | Cancha Alterna Pueblo Nuevo | 7 de agosto | 15:00 |
| Atlético El Vigía | 1 - 1 | Titanes F. C.           | Ramón Hernández             | 8 de agosto | 15:00 |
| Ureña S. C.       | 1 - 2 | Academia Rey            | Cancha Alterna Pueblo Nuevo | 8 de agosto | 15:00 |
| Rayo Zuliano      | 1 - 0 | Llaneros de Guanare     | Lino Alonso                 | 8 de agosto | 16:00 |

| Titanes F. C.           | 1 - 1 | Ureña S. C.   | Guillermo Soto Rosa | 11 de agosto | 11:30 |
| Atlético El Vigía       | 2 - 0 | Yaracuy F. C. | Ramón Hernández     | 11 de agosto | 15:00 |
| Academia Rey            | 1 - 0 | Rayo Zuliano  | Farid Richa         | 11 de agosto | 15:00 |
| Deportivo JBL del Zulia | 0 - 0 | ULA F. C.     | Guillermo Soto Rosa | 11 de agosto | 15:30 |
| Llaneros de Guanare     | 2 - 4 | Real Frontera | Rafael Calles Pinto | 11 de agosto | 16:00 |

| Ureña S. C.             | 2 - 1 | Atlético El Vigía   | Cancha Alterna Pueblo Nuevo | 14 de agosto | 15:00 |
| Deportivo JBL del Zulia | 1 - 1 | Yaracuy F. C.       | Guillermo Soto Rosa         | 14 de agosto | 15:30 |
| ULA F. C.               | 4 - 0 | Llaneros de Guanare | Guillermo Soto Rosa         | 15 de agosto | 11:00 |
| Real Frontera           | 1 - 1 | Academia Rey        | Cancha Alterna Pueblo Nuevo | 15 de agosto | 15:00 |
| Rayo Zuliano            | 0 - 0 | Titanes F. C.       | Lino Alonso                 | 15 de agosto | 16:00 |

| Ureña S. C.         | 4 - 2 | Yaracuy F. C.           | Cancha Alterna Pueblo Nuevo | 21 de agosto | 15:30 |
| Titanes F. C.       | 2 - 2 | Real Frontera           | Guillermo Soto Rosa         | 21 de agosto | 15:30 |
| Atlético El Vigía   | 0 - 0 | Rayo Zuliano            | Ramón Hernández             | 22 de agosto | 15:00 |
| Academia Rey        | 0 - 0 | ULA F. C.               | Farid Richa                 | 22 de agosto | 15:00 |
| Llaneros de Guanare | 1 - 1 | Deportivo JBL del Zulia | Rafael Calles Pinto         | 22 de agosto | 15:00 |

| Deportivo JBL del Zulia | 0 - 1 | Academia Rey      | Guillermo Soto Rosa         | 27 de agosto | 11:00 |
| Real Frontera           | 1 - 1 | Atlético El Vigía | Cancha Alterna Pueblo Nuevo | 28 de agosto | 15:00 |
| Llaneros de Guanare     | 1 - 2 | Yaracuy F. C.     | Rafael Calles Pinto         | 28 de agosto | 15:30 |
| ULA F. C.               | 2 - 3 | Titanes F. C.     | Guillermo Soto Rosa         | 29 de agosto | 11:00 |
| Rayo Zuliano            | 1 - 1 | Ureña S. C.       | Lino Alonso                 | 29 de agosto | 16:00 |

| Deportivo JBL del Zulia | 1 - 3 | Titanes F. C.     | Guillermo Soto Rosa         | 3 de septiembre | 15:30 |
| Real Frontera           | 2 - 2 | Ureña S. C.       | Cancha Alterna Pueblo Nuevo | 4 de septiembre | 15:00 |
| Yaracuy F. C.           | 1 - 0 | Rayo Zuliano      | Rafael Calles Pinto         | 4 de septiembre | 15:00 |
| ULA F. C.               | 1 - 0 | Atlético El Vigía | Guillermo Soto Rosa         | 5 de septiembre | 11:00 |
| Llaneros de Guanare     | 0 - 6 | Academia Rey      | Rafael Calles Pinto         | 5 de septiembre | 15:00 |

| Atlético El Vigía | 2 - 0 | Deportivo JBL del Zulia | Ramón Hernández             | 8 de septiembre | 15:00 |
| Yaracuy F. C.     | 2 - 1 | Academia Rey            | Rafael Calles Pinto         | 8 de septiembre | 15:00 |
| Rayo Zuliano      | 1 - 2 | Real Frontera           | Lino Alonso                 | 8 de septiembre | 15:00 |
| Titanes F. C.     | 4 - 0 | Llaneros de Guanare     | Guillermo Soto Rosa         | 8 de septiembre | 15:30 |
| Ureña S. C.       | 1 - 1 | ULA F. C.               | Cancha Alterna Pueblo Nuevo | 8 de septiembre | 15:30 |

| Yaracuy F. C.          | 0 - 0 | Real Frontera     | Rafael Calles Pinto | 11 de septiembre | 15:00 |
| Deportivo JBL de Zulia | 0 - 1 | Ureña S. C.       | Guillermo Soto Rosa | 11 de septiembre | 15:30 |
| ULA F. C.              | 3 - 1 | Rayo Zuliano      | Guillermo Soto Rosa | 12 de septiembre | 11:00 |
| Llaneros de Guanare    | 3 - 4 | Atlético El Vigía | Rafael Calles Pinto | 12 de septiembre | 15:00 |
| Academia Rey           | 0 - 0 | Titanes F. C.     | Farid Richa         | 13 de septiembre | 19:00 |

| Yaracuy F. C.     | 2 - 1 | Titanes F. C.           | Rafael Calles Pinto         | 18 de septiembre | 15:00 |
| Ureña S. C.       | 2 - 0 | Llaneros de Guanare     | Cancha Alterna Pueblo Nuevo | 18 de septiembre | 15:30 |
| Atlético El Vigía | 2 - 0 | Academia Rey            | Ramón Hernández             | 19 de septiembre | 15:00 |
| Real Frontera     | 0 - 1 | ULA F. C.               | Cancha Alterna Pueblo Nuevo | 19 de septiembre | 15:00 |
| Rayo Zuliano      | 0 - 0 | Deportivo JBL del Zulia | Lino Alonso                 | 19 de septiembre | 15:00 |

| Deportivo JBL del Zulia | 1 - 3 | Real Frontera     | Guillermo Soto Rosa | 24 de septiembre | 15:30 |
| Yaracuy F. C.           | 0 - 0 | ULA F. C.         | Rafael Calles Pinto | 25 de septiembre | 15:00 |
| Titanes F. C.           | 3 - 0 | Atlético El Vigía | Guillermo Soto Rosa | 25 de septiembre | 15:30 |
| Academia Rey            | 1 - 1 | Ureña S. C.       | Farid Richa         | 26 de septiembre | 15:00 |
| Llaneros de Guanare     | 0 - 3 | Rayo Zuliano      | Rafael Calles Pinto | 26 de septiembre | 15:00 |

| Real Frontera | 3 - 0 | Llaneros de Guanare     | Cancha Alterna Pueblo Nuevo | 29 de septiembre | 11:00 |
| ULA F. C.     | 2 - 2 | Deportivo JBL del Zulia | Guillermo Soto Rosa         | 29 de septiembre | 11:00 |
| Yaracuy F. C. | 1 - 1 | Atlético El Vigía       | Rafael Calles Pinto         | 29 de septiembre | 15:00 |
| Ureña S. C.   | 1 - 1 | Titanes F. C.           | Cancha Alterna Pueblo Nuevo | 29 de septiembre | 15:30 |
| Rayo Zuliano  | 1 - 1 | Academia Rey            | Lino Alonso                 | 29 de septiembre | 16:00 |

| Yaracuy F. C.       | 3 - 0 | Deportivo JBL del Zulia | Rafael Calles Pinto | 2 de octubre | 15:00 |
| Titanes F. C.       | 0 - 0 | Rayo Zuliano            | Guillermo Soto Rosa | 2 de octubre | 15:30 |
| Academia Rey        | 2 - 0 | Real Frontera           | Farid Richa         | 3 de octubre | 15:00 |
| Atlético El Vigía   | 0 - 2 | Ureña S. C.             | Ramón Hernández     | 3 de octubre | 15:00 |
| Llaneros de Guanare | 1 - 5 | ULA F. C.               | Rafael Calles Pinto | 3 de octubre | 15:00 |

| Real Frontera           | 0 - 2 | Titanes F. C.       | Cancha Alterna Pueblo Nuevo | 9 de octubre  | 15:30 |
| Yaracuy F. C.           | 3 - 4 | Ureña S. C.         | Rafael Calles Pinto         | 9 de octubre  | 15:30 |
| ULA F. C.               | 1 - 0 | Academia Rey        | Guillermo Soto Rosa         | 9 de octubre  | 15:30 |
| Rayo Zuliano            | 0 - 1 | Atlético El Vigía   | Lino Alonso                 | 9 de octubre  | 15:30 |
| Deportivo JBL del Zulia | 1 - 2 | Llaneros de Guanare | Guillermo Soto Rosa         | 10 de octubre | 15:00 |

| Ureña S. C.       | 4 - 0 | Rayo Zuliano            | Cancha Alterna Pueblo Nuevo | 16 de octubre | 15:30 |
| Titanes F. C.     | 1 - 4 | ULA F. C.               | Guillermo Soto Rosa         | 16 de octubre | 15:30 |
| Academia Rey      | 6 - 0 | Deportivo JBL del Zulia | Farid Richa                 | 16 de octubre | 15:30 |
| Atlético El Vigía | 2 - 2 | Real Frontera           | Ramón Hernández             | 16 de octubre | 15:30 |
| Yaracuy F. C.     | 2 - 1 | Llaneros de Guanare     | Rafael Calles Pinto         | 16 de octubre | 15:30 |

### Grupo Oriental

#### Clasificación
| Pos. | Equipo           | Pts. | PJ | G | E | P  | GF | GC | Dif. |  |
| ---- | ---------------- | ---- | -- | - | - | -- | -- | -- | ---- |  |
| 1    | Atlético La Cruz | 29   | 14 | 8 | 5 | 1  | 22 | 9  | +13  |  |
| 2    | Libertador F. C. | 26   | 14 | 8 | 2 | 4  | 21 | 7  | +14  |  |
| 3    | Bolívar S. C.    | 26   | 14 | 7 | 5 | 2  | 15 | 7  | +8   |  |
| 4    | Fundación AIFI   | 23   | 14 | 7 | 2 | 5  | 22 | 16 | +6   |  |
| 5    | Deportivo Petare | 22   | 14 | 6 | 4 | 4  | 17 | 11 | +6   |  |
| 6    | Angostura F. C.  | 17   | 14 | 4 | 5 | 5  | 20 | 14 | +6   |  |
| 7    | Dynamo Puerto    | 9    | 14 | 1 | 6 | 7  | 17 | 29 | −12  |  |
| 8    | Minervén         | 1    | 14 | 0 | 1 | 13 | 9  | 50 | −41  |  |

 Fuente: Liga FUTVE 2

#### Evolución de la clasificación
| Equipo / Fecha   | 1 | 2 | 3 | 4 | 5 | 6 | 7 | 8 | 9 | 10 | 11 | 12 | 13 | 14 |
| ---------------- | - | - | - | - | - | - | - | - | - | -- | -- | -- | -- | -- |
| Atlético La Cruz | 6 | 6 | 5 | 5 | 4 | 4 | 3 | 2 | 1 | 1  | 2  | 2  | 1  | 1  |
| Libertador F. C. | 3 | 3 | 3 | 3 | 3 | 1 | 2 | 4 | 3 | 4  | 3  | 3  | 3  | 2  |
| Bolívar S. C.    | 2 | 2 | 2 | 2 | 2 | 3 | 1 | 1 | 2 | 2  | 1  | 1  | 2  | 3  |
| Fundación AIFI   | 7 | 4 | 4 | 6 | 5 | 5 | 4 | 6 | 5 | 5  | 5  | 4  | 4  | 4  |
| Deportivo Petare | 5 | 5 | 7 | 4 | 6 | 6 | 6 | 5 | 6 | 6  | 4  | 5  | 5  | 5  |
| Angostura F. C.  | 1 | 1 | 1 | 1 | 1 | 2 | 5 | 3 | 4 | 3  | 6  | 6  | 6  | 6  |
| Dynamo Puerto    | 4 | 7 | 6 | 7 | 7 | 7 | 7 | 7 | 7 | 7  | 7  | 7  | 7  | 7  |
| Minervén         | 8 | 8 | 8 | 8 | 8 | 8 | 8 | 8 | 8 | 8  | 8  | 8  | 8  | 8  |

#### Resultados
- Los horarios corresponden al huso horario de Venezuela (UTC-4).

| Deportivo Petare | 1 - 1 | Dynamo Puerto    | Brígido Iriarte       | 16 de julio | 11:00 |
| Fundación AIFI   | 1 - 4 | Bolívar S. C.    | CTE Cachamay          | 17 de julio | 15:30 |
| Libertador F. C. | 1 - 0 | Atlético La Cruz | Monumental de Maturín | 17 de julio | 15:30 |
| Angostura F. C.  | 7 - 0 | Minervén         | Ricardo Tulio Maya    | 17 de julio | 17:00 |

| Dynamo Puerto    | 0 - 1 | Angostura F. C.  | Francisco Massiani    | 24 de julio | 15:00 |
| Bolívar S. C.    | 1 - 0 | Libertador F. C. | CTE Cachamay          | 24 de julio | 15:30 |
| Minervén         | 2 - 3 | Fundación AIFI   | Ricardo Tulio Maya    | 25 de julio | 15:00 |
| Atlético La Cruz | 2 - 2 | Deportivo Petare | Monumental de Maturín | 25 de julio | 15:30 |

| Libertador F. C. | 2 - 0 | Deportivo Petare | Alexander Bottini  | 31 de julio | 15:30 |
| Angostura F. C.  | 2 - 0 | Fundación AIFI   | Ricardo Tulio Maya | 31 de julio | 17:00 |
| Minervén         | 0 - 3 | Bolívar S. C.    | Ricardo Tulio Maya | 1 de agosto | 15:00 |
| Atlético La Cruz | 1 - 1 | Dynamo Puerto    | Alexander Bottini  | 1 de agosto | 15:30 |

| Dynamo Puerto    | 0 - 2 | Libertador F. C. | Francisco Massiani | 7 de agosto | 15:00 |
| Deportivo Petare | 8 - 0 | Minervén         | Brígido Iriarte    | 7 de agosto | 15:00 |
| Fundación AIFI   | 1 - 2 | Atlético La Cruz | CTE Cachamay       | 7 de agosto | 15:30 |
| Bolívar S. C.    | 1 - 1 | Angostura F. C.  | CTE Cachamay       | 8 de agosto | 15:30 |

| Fundación AIFI   | 3 - 0 | Deportivo Petare | CTE Cachamay       | 14 de agosto | 15:30 |
| Angostura F. C.  | 1 - 1 | Libertador F. C. | Ricardo Tulio Maya | 14 de agosto | 17:00 |
| Atlético La Cruz | 0 - 0 | Bolívar S. C.    | Alexander Bottini  | 15 de agosto | 15:30 |
| Minervén         | 3 - 6 | Dynamo Puerto    | Ricardo Tulio Maya | 16 de agosto | 15:00 |

| Deportivo Petare | 1 - 0 | Bolívar S. C.    | Brígido Iriarte    | 21 de agosto | 15:00 |
| Dynamo Puerto    | 1 - 3 | Fundación AIFI   | Francisco Massiani | 21 de agosto | 15:00 |
| Libertador F. C. | 5 - 0 | Minervén         | Alexander Bottini  | 21 de agosto | 15:30 |
| Angostura F. C.  | 0 - 2 | Atlético La Cruz | Ricardo Tulio Maya | 21 de agosto | 17:00 |

| Deportivo Petare | 1 - 0 | Angostura F. C.  | Brígido Iriarte    | 27 de agosto | 15:00 |
| Fundación AIFI   | 1 - 0 | Libertador F. C. | CTE Cachamay       | 28 de agosto | 15:30 |
| Minervén         | 1 - 2 | Atlético La Cruz | Ricardo Tulio Maya | 29 de agosto | 15:00 |
| Bolívar S. C.    | 2 - 0 | Dynamo Puerto    | CTE Cachamay       | 29 de agosto | 15:30 |

| Dynamo Puerto    | 1 - 1 | Deportivo Petare | Francisco Massiani | 4 de septiembre | 15:00 |
| Minervén         | 0 - 3 | Angostura F. C.  | Ricardo Tulio Maya | 4 de septiembre | 15:30 |
| Bolívar S. C.    | 1 - 0 | Fundación AIFI   | CTE Cachamay       | 5 de septiembre | 15:30 |
| Atlético La Cruz | 1 - 0 | Libertador F. C. | Alexander Bottini  | 5 de septiembre | 15:30 |

| Deportivo Petare | 0 - 1 | Atlético La Cruz | Brígido Iriarte    | 10 de septiembre | 15:00 |
| Fundación AIFI   | 2 - 0 | Minervén         | CTE Cachamay       | 11 de septiembre | 15:30 |
| Libertador F. C. | 3 - 0 | Bolívar S. C.    | Alexander Bottini  | 11 de septiembre | 15:30 |
| Angostura F. C.  | 3 - 3 | Dynamo Puerto    | Ricardo Tulio Maya | 11 de septiembre | 17:30 |

| Deportivo Petare | 1 - 0 | Libertador F. C. | Brígido Iriarte    | 18 de septiembre | 15:00 |
| Dynamo Puerto    | 1 - 3 | Atlético La Cruz | Francisco Massiani | 18 de septiembre | 15:00 |
| Fundación AIFI   | 1 - 1 | Angostura F. C.  | CTE Cachamay       | 18 de septiembre | 15:30 |
| Bolívar S. C.    | 1 - 0 | Minervén         | CTE Cachamay       | 19 de septiembre | 15:30 |

| Libertador F. C. | 2 - 0 | Dynamo Puerto    | Alexander Bottini  | 25 de septiembre | 15:30 |
| Angostura F. C.  | 0 - 1 | Bolívar S. C.    | Ricardo Tulio Maya | 25 de septiembre | 17:00 |
| Minervén         | 0 - 1 | Deportivo Petare | Ricardo Tulio Maya | 26 de septiembre | 15:00 |
| Atlético La Cruz | 0 - 0 | Fundación AIFI   | Alexander Bottini  | 26 de septiembre | 15:30 |

| Dynamo Puerto    | 1 - 1 | Minervén         | Francisco Massiani | 2 de octubre | 15:00 |
| Deportivo Petare | 0 - 1 | Fundación AIFI   | Brígido Iriarte    | 2 de octubre | 15:00 |
| Libertador F. C. | 1 - 1 | Angostura F. C.  | Alexander Bottini  | 2 de octubre | 15:30 |
| Bolívar S. C.    | 0 - 0 | Atlético La Cruz | CTE Cachamay       | 2 de octubre | 15:30 |

| Atlético La Cruz | 2 - 0 | Angostura F. C.  | Alexander Bottini  | 9 de octubre  | 15:30 |
| Bolívar S. C.    | 0 - 0 | Deportivo Petare | CTE Cachamay       | 9 de octubre  | 15:30 |
| Minervén         | 0 - 2 | Libertador F. C. | Ricardo Tulio Maya | 10 de octubre | 15:30 |
| Fundación AIFI   | 5 - 1 | Dynamo Puerto    | CTE Cachamay       | 10 de octubre | 15:30 |

| Atlético La Cruz | 6 - 2 | Minervén         | Alexander Bottini  | 15 de octubre | 15:30 |
| Angostura F. C.  | 0 - 1 | Deportivo Petare | Ricardo Tulio Maya | 16 de octubre | 15:30 |
| Libertador F. C. | 2 - 1 | Fundación AIFI   | Alexander Bottini  | 16 de octubre | 15:30 |
| Dynamo Puerto    | 1 - 1 | Bolívar S. C.    | Francisco Massiani | 16 de octubre | 15:30 |

## Play-offs de ascenso

### Cuadro de desarrollo
|  | Ronda preliminar       | Ronda preliminar       | Ronda preliminar      |                  |   | Cuartos de final                                | Cuartos de final                                | Cuartos de final                                | Cuartos de final                                | Cuartos de final                                |   |                  | Semifinales                                 | Semifinales                                 | Semifinales                                 | Semifinales                                 | Semifinales                                 |   |   | Final                                         | Final                                         | Final                                         | Final                                         | Final                                         |  |
|  | 20 de octubre          | 20 de octubre          | 20 de octubre         |                  |   | 23 y 24 de octubre (ida) 27 de octubre (vuelta) | 23 y 24 de octubre (ida) 27 de octubre (vuelta) | 23 y 24 de octubre (ida) 27 de octubre (vuelta) | 23 y 24 de octubre (ida) 27 de octubre (vuelta) | 23 y 24 de octubre (ida) 27 de octubre (vuelta) |   |                  | 31 de octubre (ida) 3 de noviembre (vuelta) | 31 de octubre (ida) 3 de noviembre (vuelta) | 31 de octubre (ida) 3 de noviembre (vuelta) | 31 de octubre (ida) 3 de noviembre (vuelta) | 31 de octubre (ida) 3 de noviembre (vuelta) |   |   | 7 de noviembre (ida) 15 de noviembre (vuelta) | 7 de noviembre (ida) 15 de noviembre (vuelta) | 7 de noviembre (ida) 15 de noviembre (vuelta) | 7 de noviembre (ida) 15 de noviembre (vuelta) | 7 de noviembre (ida) 15 de noviembre (vuelta) |  |
|  |                        |                        |                       |                  |   |                                                 |                                                 |                                                 |                                                 |                                                 |   |                  |                                             |                                             |                                             |                                             |                                             |   |   |                                               |                                               |                                               |                                               |                                               |  |
|  |                        |                        |                       |                  |   |                                                 |                                                 |                                                 |                                                 |                                                 |   |                  |                                             |                                             |                                             |                                             |                                             |   |   |                                               |                                               |                                               |                                               |                                               |  |
|  |                        |                        |                       |                  |   |                                                 |                                                 |                                                 |                                                 |                                                 |   |                  |                                             |                                             |                                             |                                             |                                             |   |   |                                               |                                               |                                               |                                               |                                               |  |
|  |                        |                        |                       |                  |   |                                                 |                                                 |                                                 |                                                 |                                                 |   |                  |                                             |                                             |                                             |                                             |                                             |   |   |                                               |                                               |                                               |                                               |                                               |  |
|  |                        |                        |                       |                  |   |                                                 |                                                 |                                                 |                                                 |                                                 |   |                  |                                             |                                             |                                             |                                             |                                             |   |   |                                               |                                               |                                               |                                               |                                               |  |
|  |                        | Ureña S. C.            | Ureña S. C.           | 0                | 3 | 3                                               |                                                 |                                                 |                                                 |                                                 |   |                  |                                             |                                             |                                             |                                             |                                             |   |   |                                               |                                               |                                               |                                               |                                               |  |
|  |                        |                        |                       | 0                | 3 | 3                                               |                                                 |                                                 |                                                 |                                                 |   |                  |                                             |                                             |                                             |                                             |                                             |   |   |                                               |                                               |                                               |                                               |                                               |  |
|  |                        |                        | ULA F. C.             | ULA F. C.        | 0 | 0                                               | 0                                               |                                                 |                                                 |                                                 |   |                  |                                             |                                             |                                             |                                             |                                             |   |   |                                               |                                               |                                               |                                               |                                               |  |
|  |                        |                        | ULA F. C.             | ULA F. C.        | 0 | 0                                               | 0                                               |                                                 |                                                 |                                                 |   |                  |                                             |                                             |                                             |                                             |                                             |   |   |                                               |                                               |                                               |                                               |                                               |  |
|  |                        |                        |                       |                  |   |                                                 |                                                 |                                                 |                                                 |                                                 |   |                  |                                             |                                             |                                             |                                             |                                             |   |   |                                               |                                               |                                               |                                               |                                               |  |
|  |                        |                        |                       |                  |   |                                                 |                                                 |                                                 |                                                 |                                                 |   |                  |                                             |                                             |                                             |                                             |                                             |   |   |                                               |                                               |                                               |                                               |                                               |  |
|  |                        |                        |                       |                  |   |                                                 |                                                 |                                                 | Ureña S. C.                                     | Ureña S. C.                                     | 0 | 1                | 1                                           |                                             |                                             |                                             |                                             |   |   |                                               |                                               |                                               |                                               |                                               |  |
|  |                        |                        |                       |                  |   |                                                 |                                                 |                                                 |                                                 |                                                 | 0 | 1                | 1                                           |                                             |                                             |                                             |                                             |   |   |                                               |                                               |                                               |                                               |                                               |  |
|  |                        |                        | Titanes F. C.         | Titanes F. C.    | 1 | 2                                               | 3                                               |                                                 |                                                 |                                                 |   |                  |                                             |                                             |                                             |                                             |                                             |   |   |                                               |                                               |                                               |                                               |                                               |  |
|  |                        |                        | Titanes F. C.         | Titanes F. C.    | 1 | 2                                               | 3                                               |                                                 |                                                 |                                                 |   |                  |                                             |                                             |                                             |                                             |                                             |   |   |                                               |                                               |                                               |                                               |                                               |  |
|  |                        |                        |                       |                  |   |                                                 |                                                 |                                                 |                                                 |                                                 |   |                  |                                             |                                             |                                             |                                             |                                             |   |   |                                               |                                               |                                               |                                               |                                               |  |
|  |                        |                        |                       |                  |   |                                                 |                                                 |                                                 |                                                 |                                                 |   |                  |                                             |                                             |                                             |                                             |                                             |   |   |                                               |                                               |                                               |                                               |                                               |  |
|  |                        | Academia Rey           | Academia Rey          | 0                | 0 | 0                                               |                                                 |                                                 |                                                 |                                                 |   |                  |                                             |                                             |                                             |                                             |                                             |   |   |                                               |                                               |                                               |                                               |                                               |  |
|  |                        |                        |                       | 0                | 0 | 0                                               |                                                 |                                                 |                                                 |                                                 |   |                  |                                             |                                             |                                             |                                             |                                             |   |   |                                               |                                               |                                               |                                               |                                               |  |
|  |                        |                        | Titanes F. C.         | Titanes F. C.    | 0 | 1                                               | 1                                               |                                                 |                                                 |                                                 |   |                  |                                             |                                             |                                             |                                             |                                             |   |   |                                               |                                               |                                               |                                               |                                               |  |
|  |                        |                        | Titanes F. C.         | Titanes F. C.    | 0 | 1                                               | 1                                               |                                                 |                                                 |                                                 |   |                  |                                             |                                             |                                             |                                             |                                             |   |   |                                               |                                               |                                               |                                               |                                               |  |
|  |                        |                        |                       |                  |   |                                                 |                                                 |                                                 |                                                 |                                                 |   |                  |                                             |                                             |                                             |                                             |                                             |   |   |                                               |                                               |                                               |                                               |                                               |  |
|  |                        |                        |                       |                  |   |                                                 |                                                 |                                                 |                                                 |                                                 |   |                  |                                             |                                             |                                             |                                             |                                             |   |   |                                               |                                               |                                               |                                               |                                               |  |
|  |                        |                        |                       |                  |   |                                                 |                                                 |                                                 |                                                 |                                                 |   |                  |                                             |                                             |                                             | Titanes F. C. (v.)                          | Titanes F. C. (v.)                          | 1 | 1 | 2                                             |                                               |                                               |                                               |                                               |  |
|  |                        |                        |                       |                  |   |                                                 |                                                 |                                                 |                                                 |                                                 |   |                  |                                             |                                             |                                             |                                             |                                             | 1 | 1 | 2                                             |                                               |                                               |                                               |                                               |  |
|  |                        |                        | Atlético La Cruz      | Atlético La Cruz | 0 | 2                                               | 2                                               |                                                 |                                                 |                                                 |   |                  |                                             |                                             |                                             |                                             |                                             |   |   |                                               |                                               |                                               |                                               |                                               |  |
|  |                        |                        | Atlético La Cruz      | Atlético La Cruz | 0 | 2                                               | 2                                               |                                                 |                                                 |                                                 |   |                  |                                             |                                             |                                             |                                             |                                             |   |   |                                               |                                               |                                               |                                               |                                               |  |
|  |                        |                        |                       |                  |   |                                                 |                                                 |                                                 |                                                 |                                                 |   |                  |                                             |                                             |                                             |                                             |                                             |   |   |                                               |                                               |                                               |                                               |                                               |  |
|  |                        |                        |                       |                  |   |                                                 |                                                 |                                                 |                                                 |                                                 |   |                  |                                             |                                             |                                             |                                             |                                             |   |   |                                               |                                               |                                               |                                               |                                               |  |
|  |                        | Atlético La Cruz (v.)  | Atlético La Cruz (v.) | 2                | 1 | 3                                               |                                                 |                                                 |                                                 |                                                 |   |                  |                                             |                                             |                                             |                                             |                                             |   |   |                                               |                                               |                                               |                                               |                                               |  |
|  |                        |                        |                       | 2                | 1 | 3                                               |                                                 |                                                 |                                                 |                                                 |   |                  |                                             |                                             |                                             |                                             |                                             |   |   |                                               |                                               |                                               |                                               |                                               |  |
|  |                        |                        | Fundación AIFI        | Fundación AIFI   | 2 | 1                                               | 3                                               |                                                 |                                                 |                                                 |   |                  |                                             |                                             |                                             |                                             |                                             |   |   |                                               |                                               |                                               |                                               |                                               |  |
|  | Real Frontera          | Real Frontera          | Fundación AIFI        | Fundación AIFI   | 2 | 1                                               | 3                                               | 1                                               |                                                 |                                                 |   |                  |                                             |                                             |                                             |                                             |                                             |   |   |                                               |                                               |                                               |                                               |                                               |  |
|  | Real Frontera          | Real Frontera          |                       |                  |   |                                                 |                                                 |                                                 |                                                 |                                                 |   |                  |                                             |                                             |                                             |                                             |                                             |   |   |                                               |                                               |                                               |                                               |                                               |  |
|  | Fundación AIFI (t. s.) | Fundación AIFI (t. s.) | 2                     |                  |   |                                                 |                                                 |                                                 |                                                 |                                                 |   |                  |                                             |                                             |                                             |                                             |                                             |   |   |                                               |                                               |                                               |                                               |                                               |  |
|  | Fundación AIFI (t. s.) | Fundación AIFI (t. s.) | 2                     |                  |   |                                                 |                                                 |                                                 |                                                 |                                                 |   | Atlético La Cruz | Atlético La Cruz                            | 1                                           | 1                                           | 2                                           |                                             |   |   |                                               |                                               |                                               |                                               |                                               |  |
|  |                        |                        |                       |                  |   |                                                 |                                                 |                                                 |                                                 |                                                 |   | Atlético La Cruz | Atlético La Cruz                            | 1                                           | 1                                           | 2                                           |                                             |   |   |                                               |                                               |                                               |                                               |                                               |  |
|  |                        |                        | Libertador F. C.      | Libertador F. C. | 1 | 0                                               | 1                                               |                                                 |                                                 |                                                 |   |                  |                                             |                                             |                                             |                                             |                                             |   |   |                                               |                                               |                                               |                                               |                                               |  |
|  |                        |                        | Libertador F. C.      | Libertador F. C. | 1 | 0                                               | 1                                               |                                                 |                                                 |                                                 |   |                  |                                             |                                             |                                             |                                             |                                             |   |   |                                               |                                               |                                               |                                               |                                               |  |
|  |                        |                        |                       |                  |   |                                                 |                                                 |                                                 |                                                 |                                                 |   |                  |                                             |                                             |                                             |                                             |                                             |   |   |                                               |                                               |                                               |                                               |                                               |  |
|  |                        |                        |                       |                  |   |                                                 |                                                 |                                                 |                                                 |                                                 |   |                  |                                             |                                             |                                             |                                             |                                             |   |   |                                               |                                               |                                               |                                               |                                               |  |
|  |                        | Libertador F. C. (v.)  | Libertador F. C. (v.) | 2                | 0 | 2                                               |                                                 |                                                 |                                                 |                                                 |   |                  |                                             |                                             |                                             |                                             |                                             |   |   |                                               |                                               |                                               |                                               |                                               |  |
|  |                        |                        |                       | 2                | 0 | 2                                               |                                                 |                                                 |                                                 |                                                 |   |                  |                                             |                                             |                                             |                                             |                                             |   |   |                                               |                                               |                                               |                                               |                                               |  |
|  |                        |                        | Bolívar S. C.         | Bolívar S. C.    | 1 | 1                                               | 2                                               |                                                 |                                                 |                                                 |   |                  |                                             |                                             |                                             |                                             |                                             |   |   |                                               |                                               |                                               |                                               |                                               |  |
|  |                        |                        | Bolívar S. C.         | Bolívar S. C.    | 1 | 1                                               | 2                                               |                                                 |                                                 |                                                 |   |                  |                                             |                                             |                                             |                                             |                                             |   |   |                                               |                                               |                                               |                                               |                                               |  |
|  |                        |                        |                       |                  |   |                                                 |                                                 |                                                 |                                                 |                                                 |   |                  |                                             |                                             |                                             |                                             |                                             |   |   |                                               |                                               |                                               |                                               |                                               |  |
|  |                        |                        |                       |                  |   |                                                 |                                                 |                                                 |                                                 |                                                 |   |                  |                                             |                                             |                                             |                                             |                                             |   |   |                                               |                                               |                                               |                                               |                                               |  |
|  |                        |                        |                       |                  |   |                                                 |                                                 |                                                 |                                                 |                                                 |   |                  |                                             |                                             |                                             |                                             |                                             |   |   |                                               |                                               |                                               |                                               |                                               |  |
|  |                        |                        |                       |                  |   |                                                 |                                                 |                                                 |                                                 |                                                 |   |                  |                                             |                                             |                                             |                                             |                                             |   |   |                                               |                                               |                                               |                                               |                                               |  |

### Ronda preliminar
- La hora del encuentro corresponde al huso horario que rige a Venezuela (UTC-4).[7]

| 20 de octubre | Real Frontera   | 1:2 (1:1, 1:1) (t. s.) | Fundación AIFI                  | Estadio Brígido Iriarte, Caracas |                       |
| 15:30         | Díaz 30' (pen.) | Reporte                | Fermín 10' · Gorrochotegui 120' | Árbitro(s): Juan Soto            | Árbitro(s): Juan Soto |

### Cuartos de final
- La hora de cada encuentro corresponde al huso horario que rige a Venezuela (UTC-4).[7]

| Ida; 24 de octubre | ULA F. C. | 0:0     | Ureña S. C. | Estadio Guillermo Soto Rosa, Mérida |                              |
| 15:30              |           | Reporte |             | Árbitro(s): Yeferson Miranda        | Árbitro(s): Yeferson Miranda |

| Vuelta; 27 de octubre | Ureña S. C.                    | 3:0 (1:0) (Global 3:0) | ULA F. C. | Polideportivo de Pueblo Nuevo, San Cristóbal |                             |
| 17:00                 | Mosquera 20' · Robayo 52', 68' | Reporte                |           | Árbitro(s): Stefani Escobar                  | Árbitro(s): Stefani Escobar |

| Ida; 24 de octubre | Fundación AIFI                  | 2:2 (0:1) | Atlético La Cruz  | Estadio CTE Cachamay, Puerto Ordaz |                        |
| 15:30              | Basante 58' · Gorrochotegui 77' | Reporte   | Rivero 30', 90+4' | Árbitro(s): Luis Parra             | Árbitro(s): Luis Parra |

| Vuelta; 27 de octubre | Atlético La Cruz | 1:1 (0:0) (Global 3:3) | Fundación AIFI | Estadio Monumental, Maturín |                           |
| 15:00                 | Rivero 60'       | Reporte                | Hernández 53'  | Árbitro(s): Jhonny Perche   | Árbitro(s): Jhonny Perche |

| Ida; 23 de octubre | Titanes F. C. | 0:0     | Academia Rey | Estadio Guillermo Soto Rosa, Mérida |                         |
| 15:30              |               | Reporte |              | Árbitro(s): Jack Molina             | Árbitro(s): Jack Molina |

| Vuelta; 27 de octubre | Academia Rey | 0:1 (0:0) (Global 0:1) | Titanes F. C. | Estadio Farid Richa, Barquisimeto |                            |
| 15:00                 |              | Reporte                | Vidal 84'     | Árbitro(s): Yender Herrera        | Árbitro(s): Yender Herrera |

| Ida; 23 de octubre | Bolívar S. C.    | 1:2 (1:1) | Libertador F. C.         | Estadio CTE Cachamay, Puerto Ordaz |                           |
| 15:30              | Pérez 11' (pen.) | Reporte   | Ramos 18' · González 88' | Árbitro(s): Yordwin Silva          | Árbitro(s): Yordwin Silva |

| Vuelta; 27 de octubre | Libertador F. C. | 0:1 (0:1) (Global 2:2) | Bolívar S. C. | Estadio Monumental, Maturín |                       |
| 19:00                 |                  | Reporte                | Francis 44'   | Árbitro(s): Joan Leal       | Árbitro(s): Joan Leal |

### Semifinales
- La hora de cada encuentro corresponde al huso horario que rige a Venezuela (UTC-4).[7]

| Ida; 31 de octubre | Titanes F. C. | 1:0 (1:0) | Ureña S. C. | Estadio Guillermo Soto Rosa, Mérida |                            |
| 15:30              | Pirela 24'    | Reporte   |             | Árbitro(s): Alexis Herrera          | Árbitro(s): Alexis Herrera |

| Vuelta; 3 de noviembre | Ureña S. C. | 1:2 (0:0) (Global 1:3) | Titanes F. C.            | Polideportivo de Pueblo Nuevo, San Cristóbal |                          |
| 16:00                  | Robayo 67'  | Reporte                | Victoria 48' · Palma 85' | Árbitro(s): Edwing Gómez                     | Árbitro(s): Edwing Gómez |

| Ida; 31 de octubre | Libertador F. C. | 1:1 (1:0) | Atlético La Cruz  | Estadio Alexander Bottini, Maturín |                            |
| 15:30              | Guardia 10'      | Reporte   | Alemán 58' (pen.) | Árbitro(s): Mario Santilli         | Árbitro(s): Mario Santilli |

| Vuelta; 3 de noviembre | Atlético La Cruz | 1:0 (0:0) (Global 2:1) | Libertador F. C. | Estadio Alexander Bottini, Maturín |                            |
| 15:30                  | Ramírez 52'      | Reporte                |                  | Árbitro(s): Anderson Tovar         | Árbitro(s): Anderson Tovar |

### Final
- La hora de cada encuentro corresponde al huso horario que rige a Venezuela (UTC-4).[7]

| Ida; 7 de noviembre | Titanes F. C. | 1:0 (0:0) | Atlético La Cruz | Estadio Guillermo Soto Rosa, Mérida |                            |
| 15:30               | Díaz 46'      | Reporte   |                  | Árbitro(s): Yorman Delgado          | Árbitro(s): Yorman Delgado |

| Vuelta; 15 de noviembre | Atlético La Cruz       | 2:1 (0:0) (Global 2:2) | Titanes F. C. | Estadio Monumental, Maturín |                           |
| 17:00                   | Tacay 55' · Rivero 62' | Reporte                | Victoria 86'  | Árbitro(s): Ángel Arteaga   | Árbitro(s): Ángel Arteaga |

| Bandera del estado Zulia                  |
| Campeón Titanes Fútbol Club (1.er título) |

### Tabla de ordenamiento
Se confeccionó según el puesto que ocuparon los equipos en sus respectivas zonas de la etapa clasificatoria, comparando sus desempeños con el fin de determinar la localía del partido de vuelta en las llaves de la fase final.
| Pos. | Equipo           | Pts. | PJ | G | E | P | GF | GC | Dif. | Pro. |
| ---- | ---------------- | ---- | -- | - | - | - | -- | -- | ---- | ---- |
| 1    | Atlético La Cruz | 29   | 14 | 8 | 5 | 1 | 22 | 9  | +13  | 2.07 |
| 2    | Ureña S. C.      | 34   | 18 | 9 | 7 | 2 | 31 | 18 | +13  | 1.89 |
| 3    | Libertador F. C. | 26   | 14 | 8 | 2 | 4 | 21 | 7  | +14  | 1.86 |
| 4    | Bolívar S. C.    | 26   | 14 | 7 | 5 | 2 | 15 | 7  | +8   | 1.86 |
| 5    | Academia Rey     | 32   | 18 | 9 | 5 | 4 | 30 | 12 | +18  | 1.78 |
| 6    | Titanes F. C.    | 31   | 18 | 8 | 7 | 3 | 27 | 16 | +11  | 1.72 |
| 7    | Deportivo Petare | 22   | 14 | 6 | 4 | 4 | 17 | 11 | +6   | 1.57 |
| 8    | ULA F. C.        | 28   | 18 | 7 | 7 | 4 | 25 | 14 | +11  | 1.56 |
| 9    | Real Frontera    | 28   | 18 | 7 | 7 | 4 | 25 | 21 | +4   | 1.56 |